# Liste der Kulturdenkmäler in Kirn
In der Liste der Kulturdenkmäler in Kirn sind alle Kulturdenkmäler der rheinland-pfälzischen Stadt Kirn einschließlich der Stadtteile Kallenfels und Kirn-Sulzbach aufgeführt. Grundlage ist die Denkmalliste des Landes Rheinland-Pfalz (Stand: 2. August 2023).

## Kirn

### Denkmalzonen
| Bezeichnung                               | Lage                                                                             | Baujahr                 | Beschreibung | Bild                           |
| ----------------------------------------- | -------------------------------------------------------------------------------- | ----------------------- | --- | ------------------------------ |
| Denkmalzone Bürgermeister-Tschepke-Straße | Bürgermeister-Tschepke-Straße 18–48 Lage                                         | 1950er Jahre            | Siedlung für Arbeiter der Lederwarenfabrik Jakob Müller, 1950er Jahre; 13 eingeschossige Doppelwohnhäuser mit Vorgärten, Heimatstil | BW                             |
| Denkmalzone Jüdischer Friedhof            | Kallenfelser Straße Lage                                                         | um 1870                 | Areal mit zahlreichen Grabmälern, um 1870 bis 1939 | weitere Bilder Fotos hochladen |
| Denkmalzone Marktplatz                    | Marktplatz 4–9 Lage                                                              | 16. bis 19. Jahrhundert | zwei- bis dreigeschossige Wohn- und Geschäftshäuser, teilweise Fachwerk, des 16. bis 19. Jahrhunderts bilden die westliche Platzwand des Marktplatzes | Fotos hochladen                |
| Denkmalzone Übergasse                     | Übergasse 5–9, 10–14, 18, 20, Kirchstraße 1, 2, Klostergasse 2, Sackgasse 2 Lage | 16. bis 19. Jahrhundert | nahezu geschlossene zwei- bis dreigeschossige Bebauung des 16. bis 19. Jahrhunderts, darunter vor allem Fachwerkhäuser | Fotos hochladen                |
| Denkmalzone Wörther Weg                   | Wörther Weg 10–14 Lage                                                           | um 1905                 | durch Zwerchgiebel, Erker und Fachwerkpartien aufgelockerte Fassadenfront von fünf eineinhalb- bis zweieinhalbgeschossigen Wohnhäusern, um 1905 | BW                             |
| Denkmalzone Burgruine Kyrburg             | westlich der Stadt auf dem Schloßberg Lage                                       | vor 1128                | 1128 erwähnt, im 16. Jahrhundert Ausbau zum Schloss, 1734 zerstört; erhalten ein barocker Wohnbau, 18. Jahrhundert (um 1764?), Ruine eines Renaissancebaus; Futtermauern, Kellergewölbe, Reste von Rundtürmen, ehemaliger Pulverturm, bezeichnet 1526, Eselsbrunnen | weitere Bilder Fotos hochladen |

### Einzeldenkmäler
| Bezeichnung                            | Lage                                    | Baujahr                                       | Beschreibung | Bild                           |
| -------------------------------------- | --------------------------------------- | --------------------------------------------- | --- | ------------------------------ |
| Wohnhaus                               | Alter Oberhauser Weg 8 Lage             | 1937                                          | barockisierender Mansardwalmdachbau, 1937, Architekt Friedrich Otto, Kirn | BW                             |
| Geschäftshaus                          | Altstadt 1 Lage                         | letztes Viertel des 19. Jahrhunderts          | ehemaliges Bankgebäude; späthistoristischer Repräsentativbau, letztes Viertel des 19. Jahrhunderts, städtebaulich bedeutende Situation | Fotos hochladen                |
| Friedhofstor und Grabmäler             | Auf der Schanze, auf dem Friedhof Lage  | 19. und 20. Jahrhundert                       | Friedhofstor, Sandstein, Mitte des 19. Jahrhunderts; Grabkreuze, Gusseisen, nach 1871; Grabmal Peter und Gerhardt, barockisierende kolumbariumartige Rundbogennische, um 1900; Grabmal Böcking, Grabkreuz, Gusseisen, um 1862; Grabstätte Andres: Anlage mit neun Grabsteinen in schmiedeeiserner Einfriedung, 19. und 20. Jahrhundert; Grabmal eines Massengrabs, mit Todesengel, um 1875; Grabstätte Nonnweiler: kleine gründerzeitliche Anlage mit Schauwand, um 1880/90; Grabstätte Häfner und Stroh: spätklassizistische Grabsäulen, um 1882 und um 1885; Grabstätte Theodor Simon: circa 1878 bis 1920, antikische Sandstein-Ädikula, um 1880/1900; zwei Granit-Obelisken, um 1878; Trauernde, um 1920; Kind, um 1902 | Fotos hochladen                |
| Wohnhaus                               | Bahnhofstraße 21 Lage                   | um 1900                                       | gründerzeitlicher Klinkerbau, neugotische Motive, um 1900 | Fotos hochladen                |
| Wohnhaus                               | Bahnhofstraße 23 Lage                   | zweite Hälfte des 19. Jahrhunderts            | dreigeschossiges spätklassizistisches Wohnhaus, zweite Hälfte des 19. Jahrhunderts | Fotos hochladen                |
| Wohnhaus                               | Bahnhofstraße 27 Lage                   | Mitte des 19. Jahrhunderts                    | villenartiges spätklassizistisches Wohnhaus, Mitte des 19. Jahrhunderts | Fotos hochladen                |
| Fabrikgebäude                          | Bahnhofstraße 31 Lage                   | um 1860                                       | ehemalige Lederfabrik Böcking; langgestreckter dreigeschossiger Bruchsteinbau, zwei- bis dreigeschossige Manufakturbauten, um 1860 bis 1880, Ausbau bis ins 20. Jahrhundert | Fotos hochladen                |
| Villa                                  | Bahnhofstraße 35 Lage                   | um 1900                                       | spätgründerzeitliche Walmdach-Villa, um 1900 | Fotos hochladen                |
| Wohn- und Geschäftshaus                | Brunnengasse 3 Lage                     | um 1800                                       | dreigeschossiges Wohn- und Geschäftshaus mit Kniestock, um 1800 | BW                             |
| Weiße Brücke                           | Dhauner Straße Lage                     | 1905                                          | Betontrog-Brücke, 1905 | Fotos hochladen                |
| Dominikschule                          | Dhauner Straße 41 Lage                  | 1903–05                                       | dreigeschossiger Putzbau, Neurenaissance, Turnhalle, Toilettenanlage, 1903–05 | Fotos hochladen                |
| Wohn- und Geschäftshaus                | Gerbergasse 1 Lage                      | 1931                                          | fünfgeschossiges Wohn- und Geschäftshaus, Bauhaus-Architektur, 1931, Architekt Otto Deyhle | Fotos hochladen                |
| Wohn- und Geschäftshaus                | Gerbergasse 4 Lage                      | um 1890/1900                                  | dreigeschossiges Wohn- und Geschäftshaus, Mansarddachbau, Klinker, um 1890/1900 | Fotos hochladen                |
| Wohn- und Geschäftshaus                | Gerbergasse 12 Lage                     | 18. Jahrhundert                               | dreigeschossiges Fachwerkwohn- und -geschäftshaus, teilweise verschiefert, im Kern barock, wohl aus dem 18. Jahrhundert, städtebaulich wichtige Ecksituation | Fotos hochladen                |
| Gerbhaus                               | Gerbergasse 13 Lage                     | zweite Hälfte des 19. Jahrhunderts            | ehemaliges Gerbhaus; teilweise Fachwerk, Dach mit abgeschleppter Lüftungszone, zweite Hälfte des 19. Jahrhunderts | Fotos hochladen                |
| Villa                                  | Halmer Weg 10 Lage                      | um 1905                                       | spätgründerzeitliche Villa, teilweise Fachwerk, Jugendstilmotive, um 1905 | Fotos hochladen                |
| Kindergarten                           | Halmer Weg 14 Lage                      | um 1900/05                                    | Villa; zwei- bis dreigeschossiger Bau mit Kniestock, teilweise Fachwerk, um 1900/05 | Fotos hochladen                |
| Realschule                             | Halmer Weg 27 Lage                      | um 1953/54                                    | zwei- bis dreigeschossiger Dreiflügelbau, Treppenanlage und Turnhalle, Mischformen Heimatschutzarchitektur/1950er Jahre, um 1953/54, Architekten eventuell Julius Schneider, Idar-Oberstein, oder Friedrich Otto, Kirn | Fotos hochladen                |
| Wasserbehälter                         | Hölderlinstraße Lage                    | um 1900/10                                    | Wasserbehälter; Sandstein, um 1900/10 | BW                             |
| Wohnhaus                               | Im Hohen Rech 8 Lage                    | um 1900                                       | Wohnhaus, um 1900 | BW                             |
| Krankenhaus                            | Jahnstraße 11 Lage                      | um 1910                                       | zwei- bis dreigeschossiger neuklassizistischer Mansarddachbau, um 1910 | Fotos hochladen                |
| Brauerei Andres                        | Kallenfelser Straße ohne Nummer Lage    |                                               | stattlicher dreigeschossiger spätklassizistischer Hauptbau, langgestrecktes Betriebsgebäude, Bruchstein, weitere ältere Betriebsgebäude | Fotos hochladen                |
| Kellerei                               | Kallenfelser Straße 1 Lage              | 1769–71                                       | ehemalige Kellerei der Fürsten Salm-Kyrburg; zweieinhalbgeschossige Dreiflügelanlage, Mansarddach, 1769–71, Architekt Johann Thomas Petri; Skulpturenschmuck, Bildhauerin Hanna Cauer, Bad Kreuznach; Eingangsgestaltung Friedrich Otto sen. | Fotos hochladen                |
| Villa Andres                           | Kallenfelser Straße 2 Lage              | um 1890/1900                                  | späthistoristischer Putzbau mit Mezzanin, um 1890/1900 | Fotos hochladen                |
| Wohnhaus                               | Kasinoweg 3 Lage                        | 1930                                          | neubarocker Mansarddachbau, teilweise verschiefertes Fachwerk, 1930, Architekt Otto, Kirn | Fotos hochladen                |
| Villa                                  | Kasinoweg 5 Lage                        | 1876                                          | ehemaliges Kasino; spätklassizistische Villa, 1876 | Fotos hochladen                |
| Rathaus                                | Kirchstraße 3, Übergasse 3 Lage         |                                               | ehemaliges Piaristenkloster; dreigeschossige spätbarocke Dreiflügelanlage, 1765–69, Architekt Johann Thomas Petri; ehemaliges Pfarr- und Schulhaus, 1753, 1768 aufgestockt | weitere Bilder Fotos hochladen |
| Evangelische Kirche                    | Kirchstraße 4 Lage                      | Mitte des 13. Jahrhunderts                    | ehemalige Stiftskirche St. Pankratius; neuspätgotische Halle, 1891–93, Architekt Heinrich Wiethase; spätgotischer Chor, nach 1467; sechsgeschossiger Turm, das fünfte Geschoss 1893 dazwischengeschoben, Mitte des 13. Jahrhunderts; spätgotische Sakristei | weitere Bilder Fotos hochladen |
| Katholische Pfarrkirche St. Pankratius | Kolpingweg Lage                         | 1892–94                                       | neuspätgotische Basilika, 1892–94, Architekt Max Meckel, Limburg | weitere Bilder Fotos hochladen |
| Katholisches Pfarrhaus                 | Kolpingweg 1 Lage                       | um 1900                                       | neugotischer Putzbau, um 1900 | Fotos hochladen                |
| Wohnhaus                               | Linke Hahnenbachstraße 10 Lage          | Ende des 19. Jahrhunderts                     | gründerzeitlicher Sandsteinquaderbau mit Kniestock, Ende des 19. Jahrhunderts | Fotos hochladen                |
| Gasthaus „An der Bach“                 | Linke Hahnenbachstraße 11 Lage          | Ende des 16. oder Anfang des 17. Jahrhunderts | teilweise Fachwerk, Ende des 16. oder Anfang des 17. Jahrhunderts, Gaststätteneinbau 19. Jahrhundert | Fotos hochladen                |
| Brunnenfigur                           | Marktplatz Lage                         | um 1910                                       | Brunnenfigur „Heiliger Georg“; Bronze, um 1910, Bildhauer Hugo Cauer, Bad Kreuznach | Fotos hochladen                |
| Haus Kölsch                            | Marktplatz 4 Lage                       | 17. Jahrhundert                               | barockes Wohn- und Gasthaus; dreigeschossiger Fachwerkbau, Krüppelwalmdach, 17. Jahrhundert | Fotos hochladen                |
| Gartenhaus                             | Marktplatz 14 Lage                      | 1776                                          | ehemaliges Gartenhaus; achteckiger Rokoko-Pavillon, 1776, Architekt Johann Thomas Petri | Fotos hochladen                |
| Wohn- und Geschäftshaus                | Nahegasse 2 Lage                        | 16. Jahrhundert                               | dreigeschossiger spätgotischer Krüppelwalmdachbau, teilweise Fachwerk, wohl aus dem 16. Jahrhundert, im 18. oder 19. Jahrhundert verändert | Fotos hochladen                |
| Wohn- und Geschäftshaus                | Nahegasse 5 Lage                        | 1666                                          | dreigeschossiges Wohn- und Geschäftshaus; barocker Fachwerkbau, verschiefert, bezeichnet 1666 | Fotos hochladen                |
| Wohn- und Geschäftshaus                | Nahegasse 9 Lage                        | 17. Jahrhundert                               | dreigeschossiges Wohn- und Geschäftshaus; barocker Fachwerkbau, verschiefert, 17. Jahrhundert | Fotos hochladen                |
| Wohn- und Geschäftshaus                | Nahegasse 11 Lage                       | 17. Jahrhundert                               | dreigeschossiges Wohn- und Geschäftshaus; barocker Fachwerkbau, verschiefert, im Kern aus dem 17. Jahrhundert (?) | Fotos hochladen                |
| Evangelisches Gemeindehaus             | Neue Straße 13 Lage                     | um 1880/90                                    | Walmdachbau mit Giebelrisalit, um 1880/90 | Fotos hochladen                |
| Wohnhaus                               | Ohlmannstraße 24 Lage                   | 1920er Jahre                                  | schlossartiger barockisierender Mansarddachbau, Neurokoko-Pavillon, wohl aus den 1920er Jahren | BW                             |
| Geschäftshaus                          | Steinweg 2 Lage                         | 1922                                          | viergeschossiges expressionistisches Geschäftshaus, 1922; Wirtschaftsgebäude von Fritz August Breuhaus de Groot | weitere Bilder Fotos hochladen |
| Alte Apotheke                          | Steinweg 8 Lage                         | 1592                                          | reicher dreigeschossiger Fachwerkbau, bezeichnet 1592 | Fotos hochladen                |
| Spolie                                 | Steinweg, an Nr. 15 Lage                | 1769                                          | Reliefstein eines spätbarocken Portals, bezeichnet 1769 | Fotos hochladen                |
| Haus Fuchs                             | Steinweg 16 Lage                        | 1760–65                                       | ehemalige Salm-Salmsche Regierungskanzlei, 1760–65, Architekt Johann Thomas Petri; spätbarocker Mansardwalmdachbau, bezeichnet „zerstört 1798/erneuert 1933“, Architekt Friedrich Otto, Kirn (?) | Fotos hochladen                |
| Wohn- und Geschäftshaus                | Steinweg 17 Lage                        | 1920er/1930er Jahre                           | dreigeschossiges neubarocker Mansardwalmdachbau, 1920er/1930er Jahre, Architekt Otto, Kirn | Fotos hochladen                |
| Haus Goldener Löwe                     | Steinweg 25 Lage                        | 1791                                          | Wohn- und Gasthaus, ehemalige Schmiede; spätbarocker Massivbau, bezeichnet 1791 | Fotos hochladen                |
| Haus Benkelberg                        | Steinweg 41 Lage                        | um 1900/10                                    | Wohn- und Geschäftshaus; dreigeschossiger Mansardwalmdachbau, Jugendstil, um 1900/10 | Fotos hochladen                |
| Garteneinfriedung                      | Sulzbacher Straße, bei Nr. 10 Lage      | um 1905                                       | ehemalige Garteneinfriedung; Jugendstil, um 1905 | Fotos hochladen                |
| Wohnhaus                               | Sulzbacher Straße 15 Lage               | um 1880                                       | eineinhalbgeschossiges dreiflügeliges spätklassizistisches Wohnhaus, um 1880 | Fotos hochladen                |
| Wohnhaus                               | Teichweg 3 Lage                         | um 1780/90                                    | ehemals zum Schloss Amalienlust gehöriger dreigeschossiger Winkelbau, um 1780/90, Aufstockung in den 1920er Jahren | Fotos hochladen                |
| Wohnhaus                               | Teichweg 6/8 Lage                       | zweite Hälfte des 19. Jahrhunderts            | zweieinhalbgeschossiges spätklassizistisches Doppelwohnhaus, zweite Hälfte des 19. Jahrhunderts | Fotos hochladen                |
| Pavillon des Schlosses Amalienlust     | Teichweg 7 Lage                         | um 1780/90                                    | spätbarocker Mansardwalmdachbau, um 1780/90; siehe auch Teichweg 11 | Fotos hochladen                |
| Pavillon des Schlosses Amalienlust     | Teichweg 11 Lage                        | um 1780/90                                    | spätbarocker Mansardwalmdachbau, um 1780/90; siehe auch Teichweg 7 | Fotos hochladen                |
| Wohnhaus                               | Teichweg 11a Lage                       | 18. Jahrhundert                               | spätbarocker Mansardwalmdachbau, 18. Jahrhundert | Fotos hochladen                |
| Theater des Schlosses Amalienlust      | Teichweg 12 Lage                        | um 1780/90                                    | spätbarock-frühklassizistischer Walmdachbau, um 1780/90 | Fotos hochladen                |
| Wohnhaus                               | Teichweg 24 Lage                        | 1906                                          | historisierender Jugendstilbau, 1906 | Fotos hochladen                |
| Wohnhaus                               | Teichweg 26 Lage                        | um 1900/05                                    | Wohnhaus, Heimatstil mit neugotischen Motiven, um 1900/05 | Fotos hochladen                |
| Wohnhaus                               | Teichweg 28 Lage                        | zweite Hälfte des 19. Jahrhunderts            | spätklassizistisches Wohnhaus, zweite Hälfte des 19. Jahrhunderts | Fotos hochladen                |
| Wohnhaus                               | Teichweg 30 Lage                        | zweite Hälfte des 19. Jahrhunderts            | villenartiges spätklassizistisches Wohnhaus, zweite Hälfte des 19. Jahrhunderts | Fotos hochladen                |
| Wohnhaus                               | Übergasse 6 Lage                        | um 1900                                       | Mansarddachbau, Klinker, Neurenaissance, um 1900 | Fotos hochladen                |
| Wohn- und Geschäftshaus                | Übergasse 7 Lage                        | spätes 17. Jahrhundert                        | barocker Fachwerkbau, spätes 17. Jahrhundert | Fotos hochladen                |
| Spolie                                 | Übergasse, an Nr. 8a Lage               | 1770                                          | Wappenstein am ehemaligen Piaristenkolleg (Haus Holinga); spätbarock, bezeichnet 1770 | Fotos hochladen                |
| Wohn- und Geschäftshaus                | Übergasse 10 Lage                       | 16. Jahrhundert                               | zwei Wohn- und Geschäftshäuser, Fachwerk, teilweise verschiefert, 16. Jahrhundert und um 1800 | Fotos hochladen                |
| Wohnhaus                               | Übergasse 14 Lage                       | 17. Jahrhundert                               | dreigeschossiges Fachwerkhaus, teilweise verschiefert, 17. Jahrhundert | Fotos hochladen                |
| Wohn- und Geschäftshaus                | Übergasse 18 Lage                       | um 1800                                       | dreigeschossiges Wohn- und Geschäftshaus mit Kniestock, um 1800 | Fotos hochladen                |
| Wohn- und Geschäftshaus                | Übergasse 20 Lage                       | um 1800                                       | dreigeschossiges Wohn- und Geschäftshaus mit Kniestock, Fachwerk, um 1800 | Fotos hochladen                |
| Wohnhaus                               | Wassergasse 3 Lage                      | um 1800                                       | Fachwerkhaus, teilweise massiv, um 1800 | Fotos hochladen                |
| Wilhelm-Dröscher-Haus                  | Wilhelm-Dröscher-Platz 1 Lage           | 1876                                          | ehemaliges Amtsgericht; dreigeschossiger Sandsteinbau, Neurenaissance, 1876; Skulpturenschmuck, Bildhauerin Hanna Cauer, Bad Kreuznach; Eingangsgestaltung Friedrich Otto senior | Fotos hochladen                |
| Wohnhaus                               | Wörther Weg 13 Lage                     | 1907                                          | spätgründerzeitliches Wohnhaus, 1907, Bauunternehmer Franz Reuther | BW                             |
| Aussichtsturm Gauskopf                 | südlich der Stadt auf dem Gauskopf Lage | 1896                                          | Bruchsteinbau, 1896 | weitere Bilder Fotos hochladen |
| Bismarcksäule                          | südöstlich der Stadt Lage               | 1901                                          | Melaphyrquaderbau, 1901 | weitere Bilder Fotos hochladen |

### Ehemalige Kulturdenkmäler
| Bezeichnung | Lage              | Baujahr                            | Beschreibung | Bild |
| ----------- | ----------------- | ---------------------------------- | --- | ---- |
| Wohnhaus    | Übergasse 12 Lage | zweite Hälfte des 18. Jahrhunderts | spätbarocker Mansarddachbau, wohl aus der zweiten Hälfte des 18. Jahrhunderts; abgebrochen und aus Denkmalliste gelöscht | BW   |

## Kallenfels

### Denkmalzonen
| Bezeichnung                           | Lage                   | Baujahr  | Beschreibung | Bild                           |
| ------------------------------------- | ---------------------- | -------- | --- | ------------------------------ |
| Denkmalzone Burgruine Steinkallenfels | östlich des Ortes Lage | vor 1158 | erwähnt 1158, 1682/84 gesprengt, Baureste der drei Burgen „Stock im Hane“, „Kallenfels“ mit Bergfried und Mauerresten, „Stein“ mit Torturm, Schild- und Ringmauern, Rundtürme usw. | weitere Bilder Fotos hochladen |

### Einzeldenkmäler
| Bezeichnung         | Lage                            | Baujahr                            | Beschreibung                                                                 | Bild                           |
| ------------------- | ------------------------------- | ---------------------------------- | ---------------------------------------------------------------------------- | ------------------------------ |
| Evangelische Kirche | Burgweg 12 Lage                 | zweite Hälfte des 19. Jahrhunderts | neugotischer Bruchsteinbau, zweite Hälfte des 19. Jahrhunderts               | weitere Bilder Fotos hochladen |
| Schulhaus           | Eulenweg 1 Lage                 | 1895                               | ehemalige Schule; eingeschossige gründerzeitliche Baugruppe, bezeichnet 1895 | Fotos hochladen                |
| Spolie              | Kallenfelser Hof, an Nr. 1 Lage | 16. oder 17. Jahrhundert           | Wappenstein, wohl aus dem 16. oder 17. Jahrhundert                           | Fotos hochladen                |
| Rundturm            | Kallenfelser Hof, zu Nr. 4 Lage |                                    | Rest eines Rundturms der Burgruine Steinkallenfels                           | Fotos hochladen                |

## Kirn-Sulzbach

### Einzeldenkmäler
| Bezeichnung              | Lage                                  | Baujahr                    | Beschreibung | Bild            |
| ------------------------ | ------------------------------------- | -------------------------- | --- | --------------- |
| Kriegerdenkmal           | Kirner Straße, auf dem Friedhof Lage  | 1920er Jahre               | Kriegerdenkmal 1914/18, reliefierte Stele, 1920er Jahre, nach 1945 erweitert | Fotos hochladen |
| Evangelische Kirche      | Kirner Straße 62 Lage                 | 18. Jahrhundert            | barocker Saalbau, im Kern aus dem 18. Jahrhundert | Fotos hochladen |
| Altäre                   | Kirner Straße, in Nr. 79 Lage         | 1753                       | in der katholischen Kirche St. Josef Calasanza: zwei barocke Steinaltäre, 1753 gestiftet, Entwurf wohl Johann Thomas Petri, Ausführung Johann Philipp Maringer, aus der ehemaligen Stiftskirche St. Pankratius in Kirn                       | BW              |
| Trinkhalle               | Kirner Straße, bei Nr. 85 Lage        | 1929                       | Trinkhalle des Mineralbrunnens, 1929 | Fotos hochladen |
| Achat-Schleiferei Leyser | südlich des Ortes; Flur Edendell Lage | Mitte des 19. Jahrhunderts | im Tal der Nahe gelegene funktionsfähige Doppelschleife, Mitte des 19. Jahrhunderts; zwei Werkstattgebäude mit technischer Ausstattung, Wasserrad und Mühlgraben; einzige Edelsteinschleiferei im Kreisgebiet, Denkmal der Technikgeschichte | BW              |